# 세르클란드

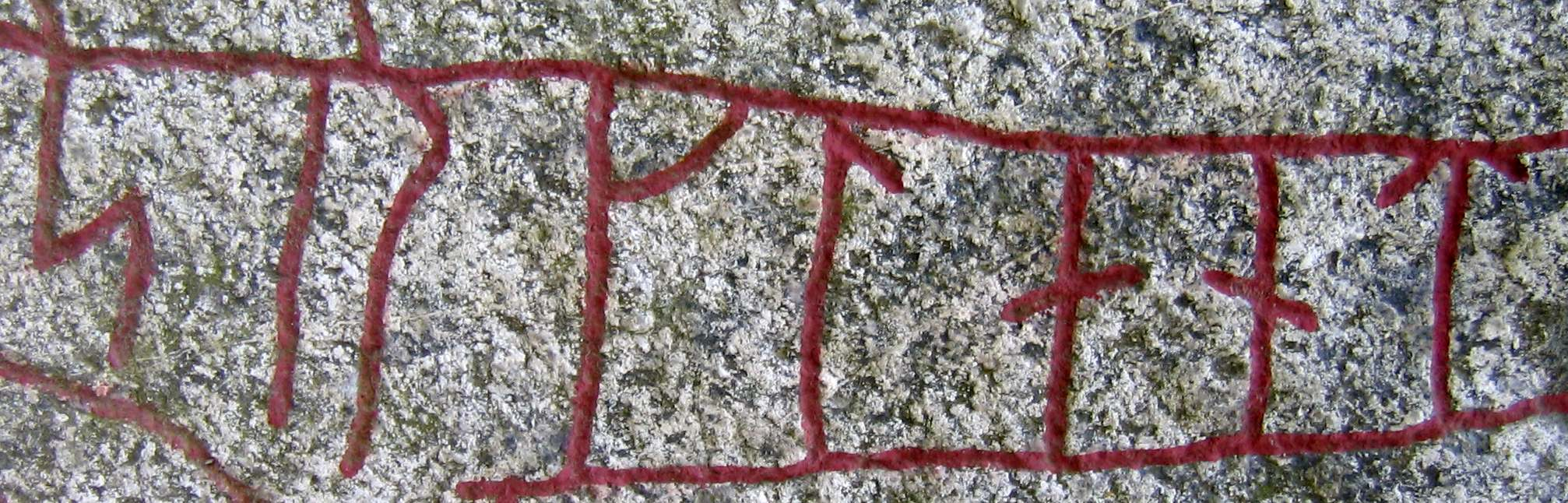
세르클란드에서 돌아오지 못한 바랑기아인 전사를 기리는 내용의 틸링게 룬돌 중 "세르클란트" 낱말 부분.

세르클란드(고대 노르드어: Serkland)는 고대 노르드어 문헌들(사가, 룬돌 등)에서 나타나는 지명이다. "세르키르의 땅"이라는 뜻인데, 여기서 세르키르란 사라센인을 말한다.
정확한 어원은 불명인데, "세르크-"는 라틴어로 비단을 의미하는 세리쿰(sericum)에서 비롯되었을 수 있고(즉 비단길을 의미), 또는 하자르인의 성채 사르켈에서 비롯되었을 수도 있다. 어느 쪽이건 동방을 의미한다. 원래는 카스피해 남쪽의 땅을 가리키는 말이다가, 점차 의미가 확장되어 아프리카를 포함한 이슬람 세계 전체를 가리키는 말이 되었다. 심지어 시칠리아 아미르국도 포함되기도 한다.
노르드인들 중 일부는 동로마 제국의 바랑기아 친위대에 입대해서 이슬람 세력과 싸우기도 했고, 루스인으로 슬라브화된 이들은 강물을 따라 카스피해까지 노략질을 다니기도 했다(루스인의 카스피해 원정). 그러니 노르드인들도 이슬람 세계의 존재를 알았을 것이다.
세르클란드가 등장하거나 언급되는 사가로는 『윙글링 일족의 사가』, 『강력한 소를리의 사가』, 『소를리의 사트르』, 『예루살렘을 다녀온 시구르드의 사가』, 『햘름세르와 올비르의 사가』 등이 있다.

## 같이 보기
- 가르다리키
- 빈란드